# Thérèse chez le docteur
Thérèse chez le docteur est une nouvelle de François Mauriac parue pour la première fois le 12 janvier 1933 dans la revue Candide puis publiée en 1938 dans le recueil de textes, intitulé Plongées, aux éditions Grasset.

## Écriture de la nouvelle
Cette nouvelle est la première courte suite écrite par François Mauriac à l'un de ses plus importants et célèbres romans — Thérèse Desqueyroux paru en 1927 —, et dont l'auteur souhaitait, dès 1928, donner des épilogues plus fournis que les brèves mentions faites de son héroïne au détour de ses autres romans écrits dans l'intervalle. Composée à la fin de l'année 1931 comme un chapitre d'un « livre non écrit », elle paraît en exclusivité dans le journal Candide en 1933 puis est publiée en 1938 dans le recueil de textes Plongées.
L'auteur consacrera deux autres nouvelles à son héroïne : Thérèse à l'hôtel (1933) et La Fin de la nuit (1935).

## Résumé
Alors qu'il finit sa journée, le médecin-psychiatre Élisée Schwartz reçoit tard le soir un appel en urgence d'une patiente qui demande à être reçue incessamment. Malgré la franche opposition de son épouse Catherine — qui se rappelle le cas de cette femme ainsi que son passé criminel — et pour tenir un engagement fait trois ans auparavant à cette personne, il décide de la recevoir dans son cabinet parisien à 23 h. Arrive Thérèse Desqueyroux dans un grand état d'agitation morale qui recherche auprès de Schwartz une aide immédiate quant à son « âme malade » et son trouble amoureux avec Phili, une petite gouape qui se sert d'elle et veut l'entrainer dans une affaire criminelle. Catherine, inquiète, écoute attentivement à la porte la conversation de son mari qui soudain l'appelle au secours. Entrant précipitamment dans le cabinet, elle voit Élisée tapis et apeuré derrière son bureau lui demandant de désarmer Thérèse, qui cependant n'a fait que mettre la main dans son sac pour en retirer une ordonnance ; elle prend alors conscience de la lâcheté de son époux.

## Éditions
- Dans le recueil Plongées, éditions Grasset, 1938, rééd. 1946.
- Œuvres complètes, vol. II, éditions Fayard, 1951.
- Œuvres complètes, tome III, Bibliothèque de la Pléiade, éditions Gallimard, 1981  (ISBN 2-07-010990-9).